# Silvio Gazzaniga
Silvio Gazzaniga italiensk udtale: [ˈsilvjo ɡaddzaˈniɡa] (født 23. januar 1921 i Milano, død 31. oktober 2016 samme sted) var en italiensk billedhugger. Han er bedst kendt for at have skabt den nuværende VM-pokal,[kilde mangler] der overrækkes til vinderne af VM i fodbold. Det nuværende trofæs form blev valgt ved en komité i 1971 og blev officielt vedtaget af FIFA i januar 1972. Trofæet har været tildelt siden slutrunden i 1974, hvor det erstattede Jules Rimet-pokalen fra 1930.
Gazzaniga modtog Den Italienske Republiks Fortjenesteorden i 2012.